# Конорский, Ежи
Ежи (в СССР — Юрий Маврикиевич) Конорский (1 декабря 1903, Лодзь, Российская империя — 14 ноября 1973, Варшава, Польша) — польский нейрофизиолог, врач-психиатр, член Польской академии наук (1966).

## Биография
Родился Ежи Конорский 1 декабря 1903 года в Лодзи в многодетной семье юриста. Юрий Конорский был последним, четвёртым ребёнком в семье. В 1910 году поступает в 1-й класс Польской школы с элементами гимназии. После окончания средней школы в 1921 году переезжает вместе с семьёй в Варшаву, где поступил в ВаршГУ и сменил несколько факультетов — математический, психологический, и наконец медицинский где в 1929 году он успешно окончил его. В 1927 году, будучи на 3-м курсе медицинского факультета, Юрий встретил Стефана Миллера, который предложил ему стажироваться у И. П. Павлова. Юрий Конорский принял предложение и стал учеником И. П. Павлова. С 1931 по 1933 год стажировался в Ленинграде в лаборатории И. П. Павлова в ВИЭМе. Юрий Маврикеевич организовал лабораторию условных рефлексов в Институте экспериментальной биологии в Варшаве и заведовал ей с 1934 по 1939 год. В 1939 году Юрий Конорский был отправлен в длительную командировку в Грузинскую ССР в город Сухуми, где с 1939 по 1944 год работал в Грузинском филиале ВИЭМа. С 1945 по 1955 год возглавлял кафедру физиологии Лодзинского университета, при этом с 1947 года занимал должность профессора, одновременно с этим с 1945 по 1973 год руководил отделом нейрофизиологии института экспериментальной медицины в Варшаве. В 1968 году был избран директором данного института, данную должность он занимал до смерти.

### Медицинская деятельность
Ежи Конорский работал в качестве врача-психиатра в психиатрических больницах в Прушкове и Хороще.

### Вторая мировая война и Великая Отечественная война
Во время Второй мировой войны Юрий Конорский становится военным медиком. В самом начале ВОВ филиал ВИЭМа в Сухуми был эвакуирован, и Юрий Конорский был направлен в Тбилиси, где работал в прифронтовом госпитале и наблюдал за различными травмами головного мозга.

### Смерть
Скончался Ежи Конорский 14 ноября 1973 года в Варшаве. Похоронен на Повонзковском кладбище (участок 35А-1).

## Личная жизнь
В 1933 году Юрий Конорский женился на биологе Лилиане Любинской, которая работала вместе с ним в одном и том же институте.

## Научные работы
Основные научные работы посвящены изучению условнорефлекторной деятельности головного мозга и физиологических механизмов двигательной активности животных.
- Один из создателей модели инструментального условного рефлекса.
- Предложил новые гипотезы, касающиеся механизмов внутреннего торможения.

## Членство в организациях
- Иностранный член Национальной академии наук США (1963)[1].
- Член Румынской АН (1965).
- Член Чехословацкого медицинского общества имени Я. Пуркине.
- Член Французского общества психологов.
- Почётный член Американской академии наук и искусств (1970).
- Почётный член Всесоюзного физиологического общества имени И. П. Павлова (1970).
- Член многих других научных обществ.

## Награды и премии
- 1946 — Офицерский крест Ордена Возрождения Польши
- 1949 — Государственная премия ПНР
- 1964 — Государственная премия ПНР

## Основные труды

### Переводы на русский язык
- Интегративная деятельность мозга / Ю. Конорски. — М. : Мир, 1970. — 412 с., 4 л. ил.